# Boa jamajski
Boa jamajski, boa jamaikański (Chilabothrus subflavus) – gatunek węża z podrodziny boa (Boinae) w rodzinie dusicielowatych (Boidae). Nie jest jadowity. Zamieszkuje Jamajkę. Nie wyróżnia się żadnych podgatunków.

## Wielkość
Dorasta do 2 metrów długości.

## Występowanie
Wilgotne lasy na Jamajce.

## Status
Gatunek ten został sklasyfikowany przez IUCN jako narażony (VU, Vulnerable).